# Kernenergie in Pakistan
Derzeit (Stand September 2022) werden in Pakistan an zwei Standorten sechs Reaktorblöcke betrieben; ein Reaktorblock wurde stillgelegt. Der erste kommerziell genutzte Reaktorblock ging 1972 in Betrieb. 2021 hatte die Kernenergie in Pakistan einen Anteil von 10,6 Prozent an der Gesamtstromerzeugung.
Im Jahr 2015 wurden in Pakistan 111 TWh Elektrizität erzeugt, davon stammten 6 TWh aus Kernkraftwerken.

## Geschichte
Nach Gründung der Pakistan Atomic Energy Commission (PAEC) wurde am Pakistan Institute of Nuclear Science & Technology (PINSTECH) 1965 der erste Forschungsreaktor PARR-1, ein Schwimmbadreaktor mit 10 MW errichtet. Mit dem Bau des ersten kommerziell genutzten Reaktorblocks wurde 1966 begonnen; er ging 1971 in Betrieb.
Die Atomaufsichtsbehörde Pakistans heißt Pakistan Nuclear Regulatory Authority (PNRA).

### Pakistanisches Atomprogramm
Auf dem Gelände des Khushab Nuclear Complex befinden sich mehrere Schwerwasserreaktoren, die der Gewinnung von Plutonium für Atomwaffen dienen. In Kahuta befindet sich das Khan-Forschungszentrum.

## Liste der Kernkraftwerke in Pakistan
| Name      | Block | Reaktor- typ | Modell   | Status      | Leistung [MWe] | Leistung [MWe] | Therm. Leistung [MWt] | Bau- beginn | Erste Kritikalität | Erste Netz- synchro- nisation | Kommer- zieller Betrieb (geplant) | Abschal- tung (geplant) | Ein- spei- sung [TWh] |
| Name      | Block | Reaktor- typ | Modell   | Status      | Netto          | Brutto         | Therm. Leistung [MWt] | Bau- beginn | Erste Kritikalität | Erste Netz- synchro- nisation | Kommer- zieller Betrieb (geplant) | Abschal- tung (geplant) | Ein- spei- sung [TWh] |
| --------- | ----- | ------------ | -------- | ----------- | -------------- | -------------- | --------------------- | ----------- | ------------------ | ----------------------------- | --------------------------------- | ----------------------- | --------------------- |
| Chashma   | 1     | PWR          | CNP-300  | In Betrieb  | 300            | 325            | 999                   | 01.08.1993  | 03.05.2000         | 13.06.2000                    | 15.09.2000                        | –                       | 45,68                 |
| Chashma   | 2     | PWR          | CNP-300  | In Betrieb  | 300            | 325            | 999                   | 28.12.2005  | 22.02.2011         | 14.03.2011                    | 18.05.2011                        | –                       | 26,67                 |
| Chashma   | 3     | PWR          | CNP-300  | In Betrieb  | 315            | 340            | 999                   | 28.05.2011  | 01.08.2016         | 15.10.2016                    | 06.12.2016                        | –                       | 14,67                 |
| Chashma   | 4     | PWR          | CNP-300  | In Betrieb  | 313            | 340            | 999                   | 18.12.2011  | 15.03.2017         | 25.06.2017                    | 19.09.2017                        | –                       | 12,52                 |
| Karatschi | 1     | PHWR         | CANDU    | Stillgelegt | 90 (125)       | 100            | 337                   | 01.08.1966  | 01.08.1971         | 18.10.1971                    | 07.12.1972                        | 01.08.2021              | 14,92                 |
| Karatschi | 2     | PWR          | ACP-1000 | In Betrieb  | 1014 (1017)    | 1100           | 3060                  | 20.08.2015  | 28.02.2021         | 18.03.2021                    | 21.05.2021                        | –                       | 12,45                 |
| Karatschi | 3     | PWR          | ACP-1000 | In Betrieb  | 1014           | 1100           | 3060                  | 31.05.2016  | 21.02.2022         | 04.03.2022                    | 18.04.2022                        | –                       | 6,18                  |

1. ↑  CANDU-137 MW